# Helena av Nassau-Weilburg
Helena av Nassau, "Helene" , född 12 april 1831 i Wiesbaden och död 27 oktober 1888 i Bad Pyrmont, var en tysk furstinna och filantrop. Hon var dotter till Vilhelm I av Nassau och Pauline av Württemberg, samt syster till Sofia av Nassau, drottning av Sverige och Norge.

## Biografi
Helena av Nassau gifte sig 1853 på slottet i Biebrich med furst Georg Viktor av Waldeck och Pyrmont (1831–1893). Hon beskrivs som kulturellt och politiskt intresserad. Hon ägnade sig åt välgörenhet och var ordförande i flera olika välgörenhetsföreningar. Helena bedrev en dynastisk familjepolitik och arrangerade äktenskapsband mellan huset Waldeck-Pyrmont och dynastierna i Nederländerna, Württemberg och Storbritannien.
Barn:
1. Sophie Nicoline av Waldeck och Pyrmont (1854–1869)
2. Pauline av Waldeck och Pyrmont (1855–1925), gift med Alexis zu Bentheim und Steinfurt
3. Marie av Waldeck och Pyrmont (1857–1882), gift med kung Vilhelm II av Württemberg (1848–1921)
4. Emma av Waldeck-Pyrmont (1858–1934), gift med kung Vilhelm III av Nederländerna (1817–1890)
5. Helene av Waldeck och Pyrmont (1861–1922), gift med prins Leopold, hertig av Albany (1853–1884)
6. Fredrik av Waldeck och Pyrmont (1865–1946), gift med Bathildis av Schaumburg-Lippe (1873–1962)
7. Elisabeth av Waldeck och Pyrmont (1872–1961), gift med Alexander zu Erbach-Schönberg (1872–1944)